# 本·斯托里
本·斯托里（英語：Ben Storey，1974年4月1日—），加拿大前男子赛艇运动员。他曾代表加拿大参加世界赛艇锦标赛，获得一枚金牌和二枚铜牌，均来自轻量级项目。